# Matthias Ostrzolek
Matthias Ostrzolek (* 5. Juni 1990 in Bochum) ist ein deutsch-polnischer Fußballspieler. Er kann sowohl auf der Position des Linksverteidigers als auch im Mittelfeld eingesetzt werden.

## Familie, Kindheit und Jugend
Ostrzolek, dessen Eltern aus dem polnischen Teil Schlesiens stammen, besitzt neben der deutschen auch die polnische Staatsangehörigkeit. Er spricht neben Deutsch auch Polnisch und fährt jedes Jahr zu seinen Verwandten nach Polen. Ostrzolek wuchs im Bochumer Stadtteil Langendreer und – nach einem Umzug im Alter von acht Jahren – im gegenüberliegenden Dortmunder Stadtteil Lütgendortmund auf.

## Spielerkarriere

### Verein
Im Alter von sechs Jahren trat Ostrzolek dem WSV Bochum bei. 1997 kam er in die F-Jugend des VfL Bochum, durchlief dort alle weiteren Jugendabteilungen und wurde zur Saison 2009/10 in die zweite Mannschaft übernommen. Während der Saison 2010/11 durfte er bei den Profis mittrainieren und wurde im Spiel gegen den VfL Osnabrück eingewechselt. Im anschließenden Spiel gegen den MSV Duisburg bestritt er sein erstes komplettes Spiel in der 2. Bundesliga. In der Winterpause unterschrieb er einen Profivertrag bis 2013.
Am 29. Januar 2012 verpflichtete der FC Augsburg Ostrzolek. Bei den Schwaben unterschrieb er einen Vertrag bis zum 30. Juni 2015. Über die Ablöse vereinbarten beide Vereine Stillschweigen. Am 12. Februar 2012 (21. Spieltag) debütierte er beim 0:0-Unentschieden gegen den 1. FC Nürnberg in der Bundesliga, als er in der 8. Spielminute für Marcel de Jong eingewechselt wurde.
Zur Saison 2014/15 wechselte Ostrzolek zum Hamburger SV. Er unterschrieb einen Dreijahresvertrag bis zum 30. Juni 2017. Er debütierte am 30. August 2014 (2. Spieltag), als er bei der 0:3-Niederlage gegen den SC Paderborn 07 in der 71. Spielminute für Marcell Jansen eingewechselt wurde. Schnell eroberte sich Ostrzolek einen Stammplatz und belegte in seiner ersten Saison mit dem Hamburger SV den 16. Tabellenplatz, der gleichbedeutend mit der Qualifikation für die Teilnahme an der Relegation war; dort setzte sich der HSV gegen den Karlsruher SC durch (1:1/2:1 n. V.). Zum Ende der Hinrunde der folgenden Saison belegte Ostrzolek mit dem Hamburger SV den 10. Tabellenplatz.
Am 13. Spieltag der Saison 2016/17 erzielte Ostrzolek beim Auswärtssieg gegen den SV Darmstadt 98 sein erstes Bundesligator, als er in der 90. Minute zum 2:0-Endstand traf.
Zur Saison 2017/18 verließ Ostrzolek den HSV nach Auslaufen seines Vertrages und schloss sich dem Aufsteiger Hannover 96 an, bei dem er einen Dreijahresvertrag bis zum 30. Juni 2020 erhielt. Nach dessen Ablauf wurde der Vertrag nicht verlängert.
Nach einem halben Jahr ohne Verein wechselte er im Januar 2021 zum österreichischen Bundesligisten FC Admira Wacker Mödling, bei dem er einen bis Juni 2022 laufenden Vertrag erhielt. In eineinhalb Jahren kam er zu 37 Einsätzen für die Admira in der Bundesliga, aus der er mit dem Verein am Ende der Saison 2021/22 allerdings abstieg. Daraufhin verließ er den Verein mit seinem Vertragsende nach eineinhalb Jahren wieder.
Im März 2023 schloss sich Ostrzolek in der fünftklassigen Bayernliga Süd dem VfB Hallbergmoos an. Im Sommer wechselte er zum TSV Schwaben Augsburg.

### Nationalmannschaft
Im April 2007 wurde Ostrzolek erstmals in den Kader der polnischen U-17-Nationalmannschaft berufen, bei der er im Spiel gegen Lettland volle 90 Minuten spielte. Nach fast vier Jahren ohne Nominierung für eine polnische Nachwuchsnationalmannschaft wurde er im März 2011 erstmals für die deutsche U21-Nationalmannschaft nominiert, als er von U21-Bundestrainer Rainer Adrion für den Kader für die Testspiele gegen die Niederlande und gegen Italien nachnominiert wurde. Im Spiel gegen die Niederländer in Sittard wurde Ostrzolek in der 22. Minute für Shervin Radjabali-Fardi eingewechselt. Mit der deutschen U21-Nationalmannschaft qualifizierte er sich für die U21-Europameisterschaft 2013 in Israel und kam dabei während der Qualifikation zu zwei Einsätzen. Ostrzoleks achtes und letztes Länderspiel war der 2:1-Sieg am 24. März 2013 im Freundschaftsspiel in Tel Aviv-Jaffa gegen den EM-Gastgeber, bei der EM-Endrunde gehörte er nicht zum Kader.

## Trainerkarriere
Im Sommer 2023 schloss er sich als spielender Co-Trainer dem fünftklassigen Bayernligisten TSV Schwaben Augsburg unter Cheftrainer Janos Radoki an. Im August trennte sich der Verein von Radoki, woraufhin Ostrzolek zunächst interimsweise das Training der Mannschaft übernahm und kurze Zeit später dauerhaft zum neuen Cheftrainer ernannt wurde.

## Sonstiges
Seit 2013 engagiert sich Ostrzolek bei Show Racism the Red Card. Im April beteiligte er sich bei einem Workshop der Bildungsinitiative und berichtete den Schülern und Schülerinnen über seine eigenen Erfahrungen mit Rassismus und Diskriminierung.